# Hamza Hannouri
Hamza Hannouri, né le 22 janvier 1998 à El Jadida, est un footballeur marocain jouant au poste de milieu de terrain au Fath US.

## Biographie

### En club
Hamza Hannouri commence sa carrière footballistique dans l'académie du DH El Jadida, dans sa ville natale. Le 16 avril 2017, il fait ses débuts professionnels en équipe première en entrant en jeu face à la RS Berkane (match nul, 0-0). En fin de saison 2016-2017, il est sacré vice-champion du Maroc.
Le 21 février 2018, il reçoit sa première titularisation à l'occasion d'un match de Ligue des champions de la CAF face au Benfica Bissau (match nul, 0-0).
Le 27 août 2021, il s'engage au Moghreb de Tétouan en D2 marocaine et dispute une saison complète.
Le 9 août 2022, il s'engage pour la durée de trois saisons au Fath US. Le 2 septembre 2022, il dispute son premier match avec le Fath US à l'occasion d'un match de championnat face au Wydad AC (match nul, 1-1). Le 9 octobre 2022, il inscrit son premier doublé de sa carrière face à l'OC Khouribga (victoire, 2-3). Le 4 janvier 2023, il met un terme à une longue série d'invincibilité et inscrit un triplé contre l'Union Touarga Sport (victoire, 3-0).

### En sélection
En juillet 2017, Hamza Hannouri figure sur la liste des 19 joueurs marocains sélectionnés par Mark Wotte pour les Jeux de la Francophonie de 2017. Le 28 juillet 2017, il dispute la demi-finale de la compétition face à l'équipe de République démocratique du Congo -18 ans et inscrit le but de la victoire à la 85ème minute (victoire, 1-0). Le 30 juillet 2017, il remporte la compétition sur un match nul de 1-1, après une séance de penaltys victorieuse (7-6) face la Côte d'Ivoire -18 ans au Stade Félix-Houphouët-Boigny d'Abidjan avec la présence de 30.000 spectateurs dans les tribunes. Hamza Hannouri dispute cette compétition aux côtés de joueurs comme Achraf Dari, Sofian Kiyine ou encore Zakaria El Wardi.
Hamza Hannouri reçoit également plusieurs caps avec le Maroc -20 ans et le Maroc olympique.

## Palmarès

### En club
DH El Jadida
- Championnat du Maroc
  - Vice-champion : 2017

### En sélection
Maroc -20 ans
- Jeux de la Francophonie (1)
  - Vainqueur : 2017